# Ahaneith
Ahaneith (ˁhˁ-nỉ.t) ókori egyiptomi hölgy volt az i. e. 30.-31. század környékén, az I. dinasztiabeli Dzset uralkodása alatt. Neve egy 35,5×23 centiméteres, rossz állapotú mészkősztélén maradt fenn, mögötte egyszerű, ülő nőt ábrázoló determinatívum áll. Címeket nem viselt, így nem tudni, a király felesége volt-e, esetleg más királyi családtag, vagy az udvartartás tagja.
Ahaneithet Dzset halála után temették el az abüdoszi nekropoliszban, a király sírjához (Z jelű sír) tartozó egyik melléksírba. Egyiptomban a II. dinasztia idejéig élt az a hagyomány, hogy kíséretének egy része követi az elhunyt uralkodót a sírba.

## Fordítás
- Ez a szócikk részben vagy egészben  az   Ahaneith című német Wikipédia-szócikk ezen változatának fordításán alapul.  Az eredeti cikk szerkesztőit annak laptörténete sorolja fel. Ez a jelzés csupán a megfogalmazás eredetét és a szerzői jogokat jelzi, nem szolgál a cikkben szereplő információk forrásmegjelöléseként.

## Külső hivatkozások
- Ahaneith sztéléje